# هيو ديفيز (فنان)
هيو ديفيز (بالإنجليزية: Hugh Davies)‏ هو فنان أسترالي، ولد في 1971.